# Kanton Giromagny
Het Kanton Giromagny is een kanton van het departement Territoire de Belfort in Frankrijk. Het kanton maakt deel uit van het arrondissement Belfort.

## Geschiedenis
Bij toepassing van het decreet van 13 februari 2014,  met uitwerking op 22 maart 2015, werden de gemeenten Évette-Salbert en Sermamagny overgeheveld naar het kanton Valdoie. Tegelijkertijd werden de elf gemeenten van het opgeheven kanton Rougemont-le-Château toegevoegd aan het kanton Giromagny dat sindsdien 22 gemeenten omvat.

## Gemeenten
Het kanton Giromagny omvat de volgende gemeenten:
- Anjoutey
- Auxelles-Bas
- Auxelles-Haut
- Bourg-sous-Châtelet
- Chaux
- Étueffont
- Felon
- Giromagny
- Grosmagny
- Lachapelle-sous-Chaux
- Lachapelle-sous-Rougemont
- Lamadeleine-Val-des-Anges
- Leval
- Lepuix
- Petitefontaine
- Petitmagny
- Riervescemont
- Romagny-sous-Rougemont
- Rougegoutte
- Rougemont-le-Château
- Saint-Germain-le-Châtelet
- Vescemont

Arrondissement Belfort: Bavilliers · Belfort-1 · -2 · -3 · Châtenois-les-Forges · Delle · Giromagny · Grandvillars · Valdoie